# Ophiactis rubropoda
Ophiactis rubropoda är en ormstjärneart som beskrevs av Singletary 1973. Ophiactis rubropoda ingår i släktet Ophiactis och familjen bandormstjärnor. Inga underarter finns listade i Catalogue of Life.